# 相乐园
相乐园（そうらくえん），是位于日本兵库县神户市中央区的日本式庭园，面积约20000平方米。该庭园是根据日本文化财保护法首个被登记的登记纪念物，也是日本国内观赏杜鹃花的著名景点。

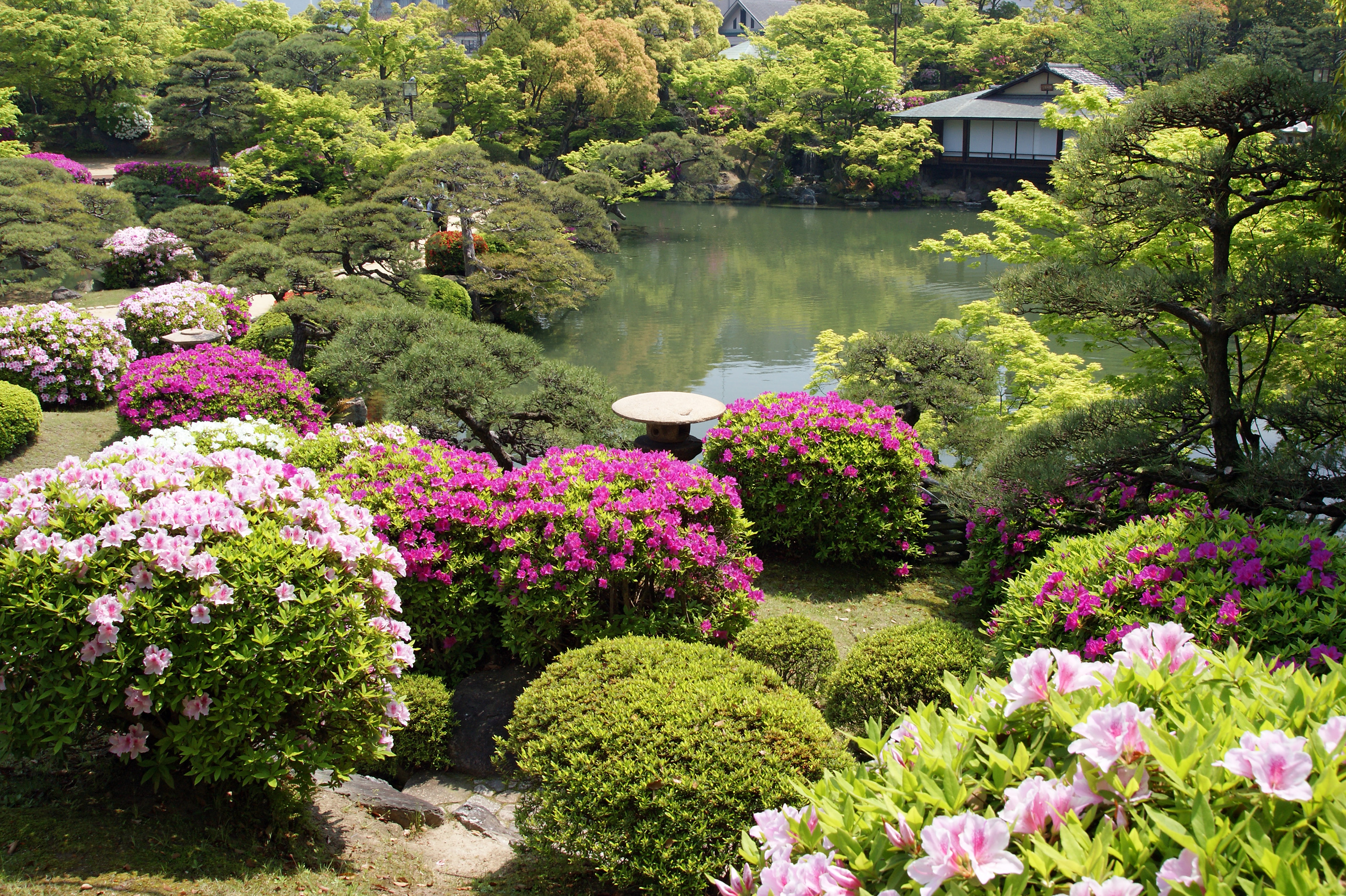
日本式庭园、茶室“浣心亭”远处

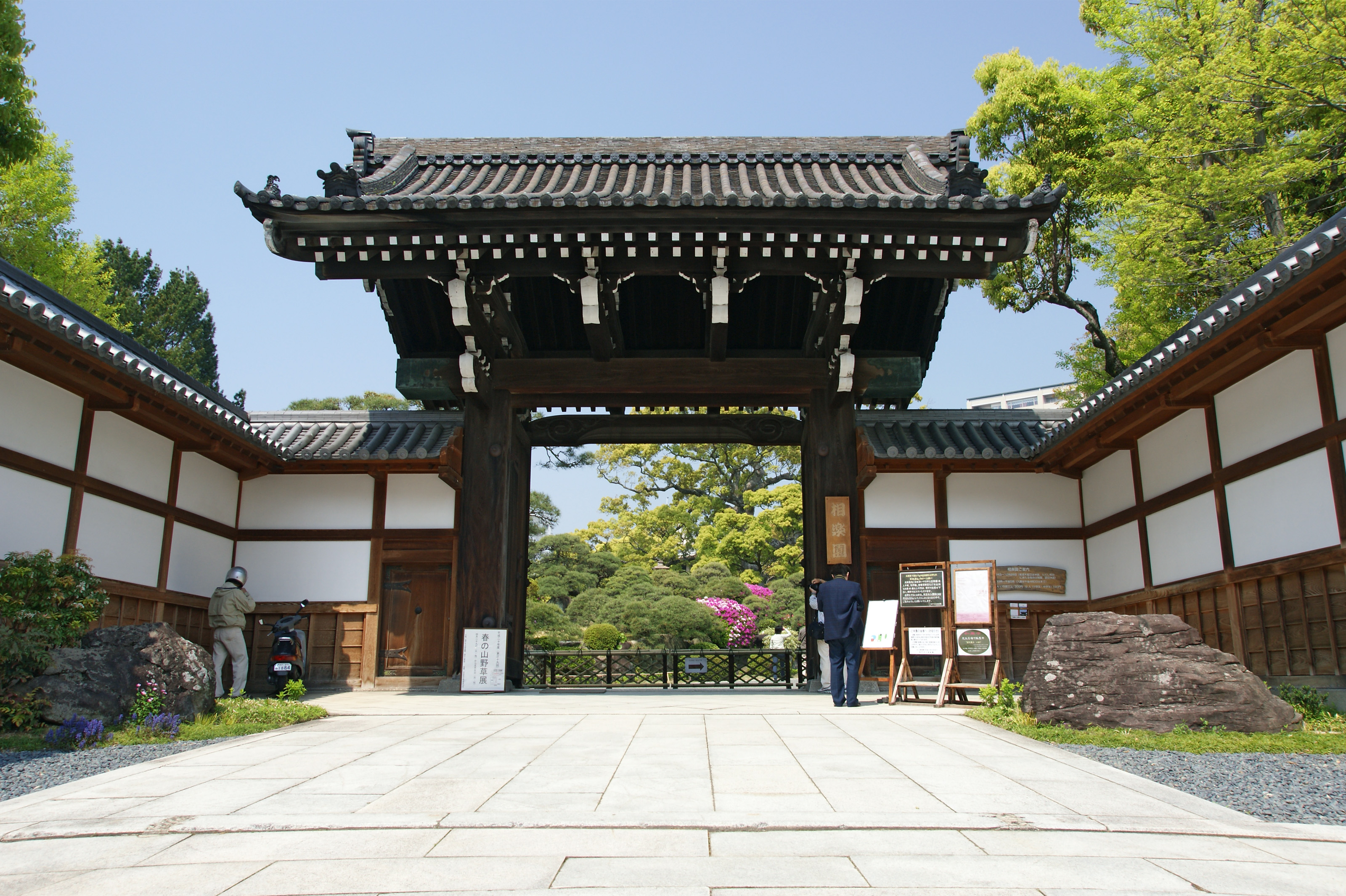
正门

## 概要
建造者为三田藩士・小寺泰次郎，其在幕府末年到明治维新期间，为重振三田藩经济，与九鬼隆义、白洲退藏（白洲次郎的祖父）等人一起在神户发展实业成功后，建造该园作为其私人庭园。工程开始于1885年，直至1911年才建成规模宏大的庭园。当初主人起名为“苏铁园”，后来在1941年移交给神户市后，改名为“相乐园”（取自中国古籍中的“和悦相乐”语），并对外开放。
庭园基本布局为池泉回游式，同时受到西洋文化的影响，建造了一个广场。在二战前，园内建有小寺家私宅等多处建筑。但在1945年6月的神户大轰炸中，除了欧式风格的旧小寺家厩舍（重要文化财）以外，全部被战火烧毁。但从现存的苏铁树林、大灯笼、围墙、大门等可以推想当初宅院的宏大规模。
第二次世界大战后，从神户市各地将一些重要的古建筑拆卸移建至园中，另外也新建了会馆、“浣心亭”等景观，丰富了园内的观赏性。

## 园内主要建筑
- 船屋形（1682年～1704年期间建造，自神户市垂水区移建，1953年8月列入重要文化财）
- Hassam故居（1902年建、自神户市生田区北野町移建，1961年6月列入重要文化财）
- 旧小寺家厩舎（1908年建，1970年6月列入重要文化财）
- 相乐园会馆
- 茶室 「浣心亭」
- 池泉回游式日本庭园

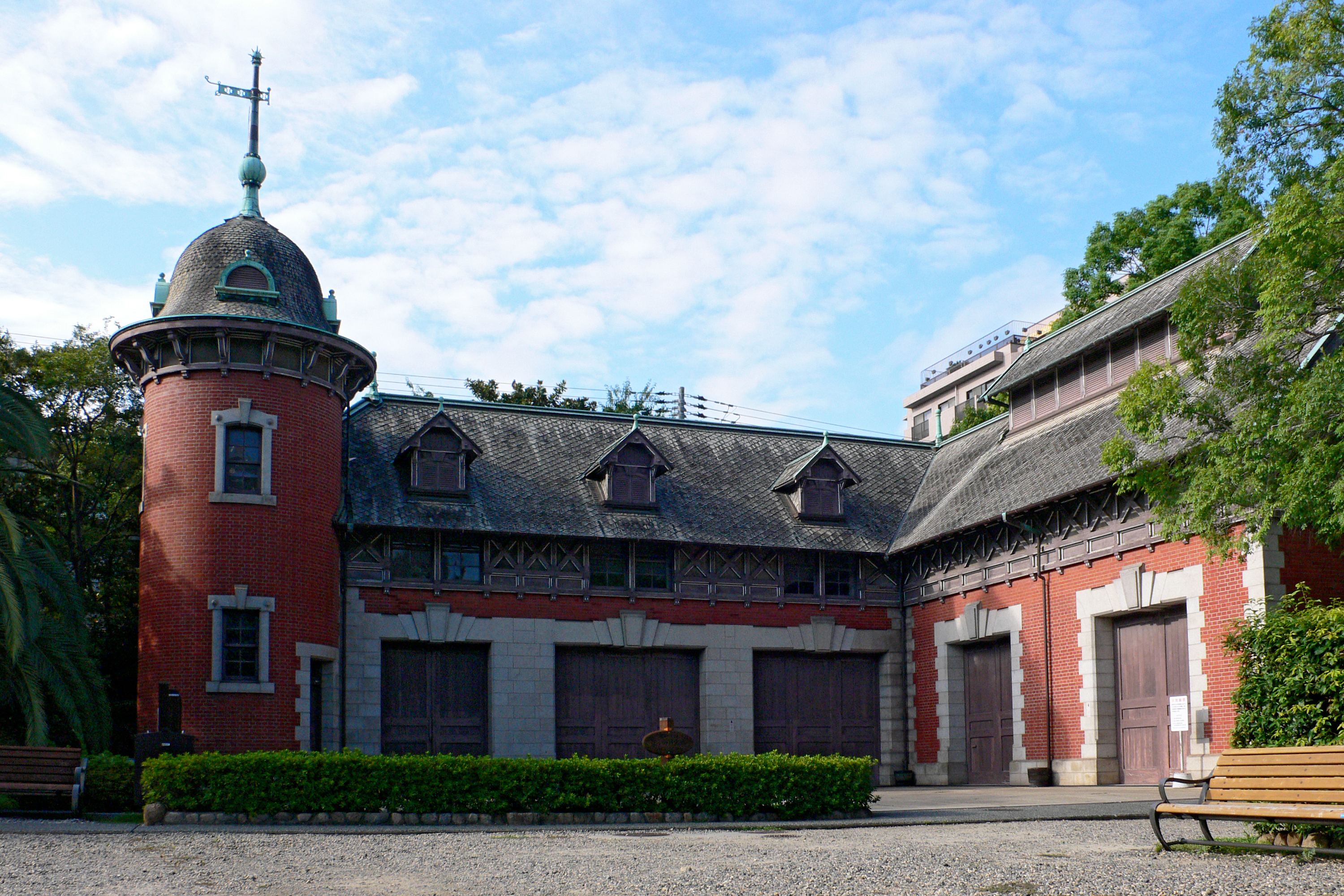
旧小寺家厩舎
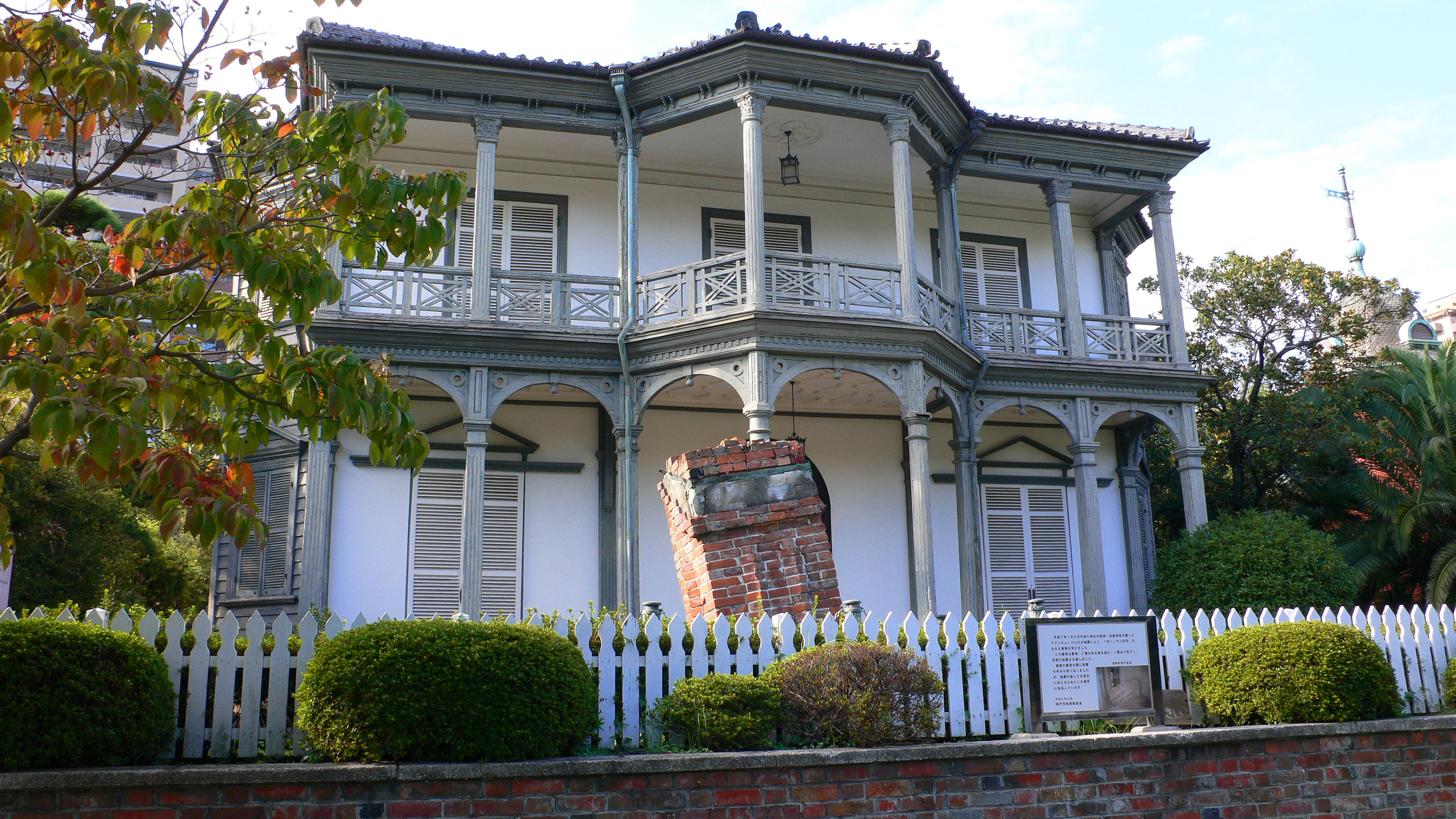
旧ハッサム住宅
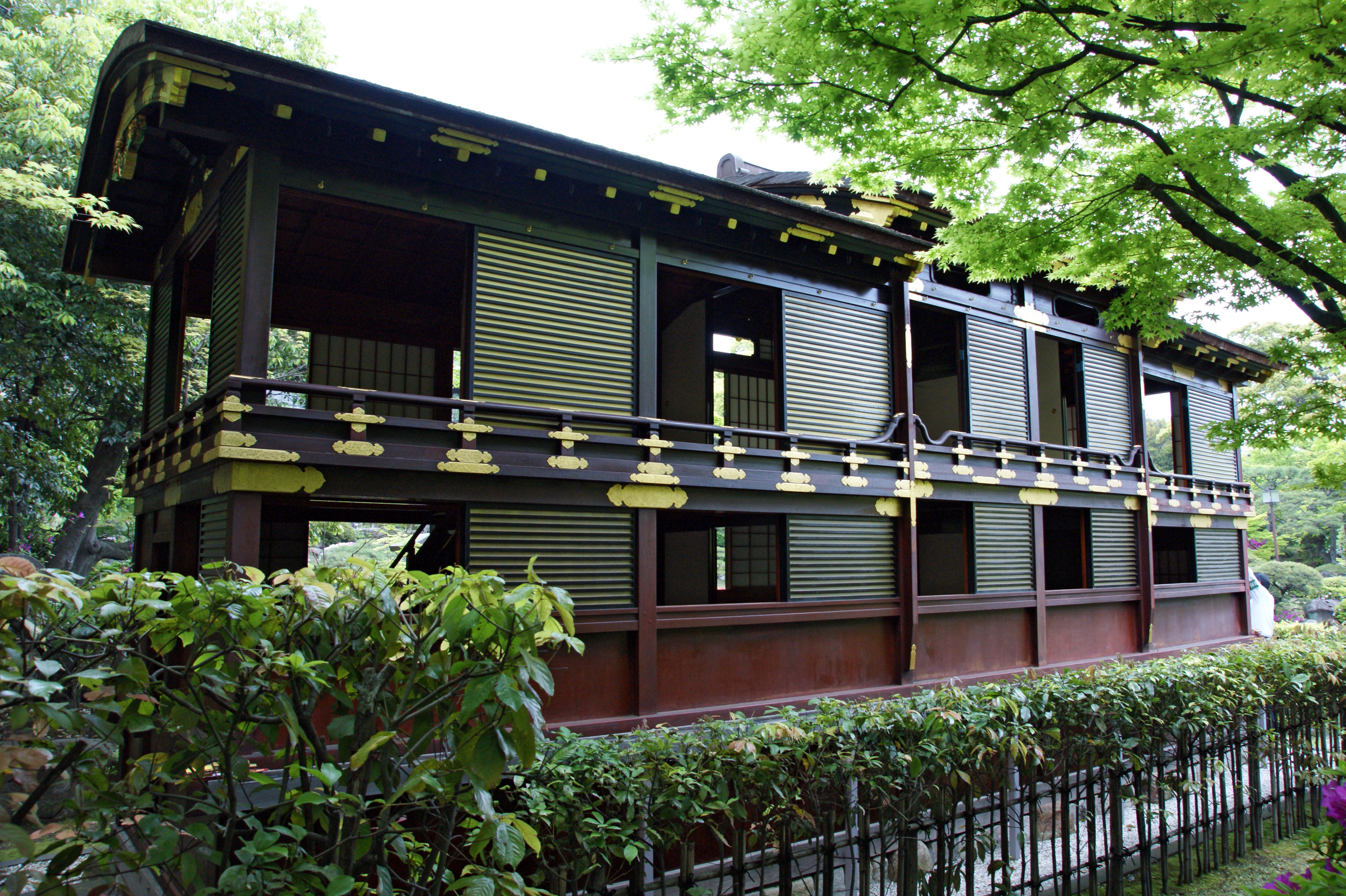
船屋形

## 开放时间
- 开园时间― 上午9点～下午5点（下午4点30分后停止入园）
- 休园日― 每周四（如逢节假日则开园，次日休园）、年末年初、菊花展期间无休

## 所在地
- 〒650-0004 兵库县神户市中央区中山手通5-3-1

## 周边交通
- 神户市営地下鉄西神・山手线 県庁前站 步行5分
- 神户高速铁道东西线 花隈站 步行10分
- 阪神本线 元町站 步行10分
- JR神户线 元町站步行10分

## 周边街区
- 北野町山本通
- 神户市水科学博物馆
- 新神户索道　北野1丁目站
- 神户市立布引香草园
- 北野游步道
- 北野天满宮
- 布引瀑布
- 神户外国俱乐部